# The Apprentice - Alle origini di Trump
The Apprentice - Alle origini di Trump (The Apprentice) è un film del 2024 diretto da Ali Abbasi, al suo primo film in lingua inglese.

## Trama
Negli anni settanta un giovane Donald Trump viene preso sotto l'ala protettrice dell'avvocato Roy Cohn, che gli insegnerà segreti e regole che governano lo spietato mondo degli affari, sui quali Trump baserà la sua carriera e visione del mondo.

## Produzione

### Riprese
Il film è stato parzialmente co-finanziato dalla Kinematics LLC, di cui l'imprenditore Daniel Snyder è investitore: Snyder, sostenitore delle campagne presidenziali di Trump, ha dato origine durante la post-produzione ad un contenzioso dopo aver scoperto che il film avrebbe messo in cattiva luce l'ex-Presidente, cercando in particolare di far tagliare la scena in cui Trump viene mostrato mentre violenta la sua prima moglie, Ivana Zelníčková, un fatto di cui quest'ultima l'aveva accusato durante le procedure del loro divorzio nel 1989, salvo poi ritrattare nel 2015.
La New York degli anni settanta è stata ricostruita a Toronto per le riprese.

## Promozione
Una prima clip del film è stata diffusa il 3 settembre 2024.

## Distribuzione
Il film è stato presentato in anteprima il 20 maggio 2024 al 77º Festival di Cannes, ed è stato distribuito nelle sale cinematografiche statunitensi l'11 ottobre 2024 e in quelle italiane il 17 ottobre.

## Accoglienza

### Incassi
Il film ha incassato poco più di 17,2 milioni di dollari.

### Critica
Su Rotten Tomatoes 242 critici esprimono un gradimento dell'83% con un voto medio di 6.9/10. Invece su Metacritic il punteggio medio dato da 54 critici al film è di 64 su 100.
Su Movieplayer.it la recensione di Damiano Panattoni definisce il film come "un'istantanea perfetta del turning point americano (...), sorretto dalle grandi interpretazioni di Sebastian Stan e Jeremy Strong", dando al film 4 stelle su 5.
Su Sentieri selvaggi, invece, Sergio Sozzo valuta il film più tiepidamente, dando al lavoro di Abbasi 2,7 stelle su 5 e scrivendo cheː "Per quanto più convincente del solito, Ali Abbasi non ci pare però scalfire per davvero il cuore segreto del personaggio – una qualunque puntata del reality televisivo condotto da Trump che porta lo stesso titolo di questo film è probabilmente altrettanto illuminante".

## Riconoscimenti
- 2024 – Festival di Cannes
  - In concorso per la Palma d'oro
- 2025 – Golden Globe[11]
  - Candidatura per il miglior attore protagonista a Sebastian Stan
  - Candidatura per il miglior attore non protagonista a Jeremy Strong
- 2025 – Premi Oscar[12]
  - Candidatura per il miglior attore a Sebastian Stan
  - Candidatura per il miglior attore non protagonista a Jeremy Strong
- 2025 – Independent Spirit Awards[13]
  - Candidatura per la miglior regista a Ali Abbasi
  - Candidatura per il miglior interpretazione protagonista a Sebastian Stan
  - Candidatura per il miglior montaggio a Olivier Bugge Coutté e Olivia Neergaard-Holm
- 2025 – Screen Actors Guild Award[14]
  - Candidatura per il migliore attore non protagonista a Jeremy Strong
- 2025 – British Academy Film Awards[15]
  - Candidatura per il miglior attore protagonista a Sebastian Stan
  - Candidatura per il miglior attore non protagonista a Jeremy Strong
  - Candidatura per il miglior casting a Carmen Cuba e Stephanie Gorin